# Segunda División
Segunda División (svenska: andra divisionen), även känd som  LaLiga Hypermotion eller  LaLiga SmartBank av sponsorskäl, är den spanska fotbollsligans näst högsta division. Ligan består av 22 lag och efter varje säsong flyttas tre lag upp till La Liga; de två bäst placerade lagen i seriespelet samt vinnaren i slutspelet där de fyra efterföljande lagen möts.
Reservlag kan inte avancera till den högsta divisionen. De fyra sämst placerade lagen flyttas ned till Primera Federación.

## Klubbar 2022/2023
| Lag              | Region              | Ort              | Arena                     | Kapacitet |
| ---------------- | ------------------- | ---------------- | ------------------------- | --------- |
| Alavés           | Baskien             | Vitoria-Gasteiz  | Mendizorroza              | 19 840    |
| Albacete         | Kastilien-La Mancha | Albacete         | Carlos Belmonte           | 17 524    |
| Andorra          | i.u.                | Andorra la Vella | Estadi Nacional           | 3 306     |
| Burgos           | Kastilien och León  | Burgos           | El Plantío                | 12 194    |
| Cartagena        | Murcia              | Cartagena        | Cartagonova               | 15 105    |
| Eibar            | Baskien             | Eibar            | Ipurua                    | 8 164     |
| Granada          | Andalusien          | Granada          | Nuevo Los Cármenes        | 19 336    |
| Huesca           | Aragonien           | Huesca           | El Alcoraz                | 9 100     |
| Ibiza            | Balearerna          | Ibiza            | Can Misses                | 6 000     |
| Las Palmas       | Kanarieöarna        | Las Palmas       | Gran Canaria              | 31 250    |
| Leganés          | Madrid              | Leganés          | Butarque                  | 12 450    |
| Levante          | Valencia            | Valencia         | Ciutat de València        | 26 354    |
| Lugo             | Galicien            | Lugo             | Anxo Carro                | 7 070     |
| Málaga           | Andalusien          | Málaga           | La Rosaleda               | 30 044    |
| Mirandés         | Kastilien och León  | Miranda de Ebro  | Anduva                    | 5 759     |
| Oviedo           | Asturien            | Oviedo           | Carlos Tartiere           | 30 500    |
| Ponferradina     | Kastilien och León  | Ponferrada       | El Toralín                | 8 400     |
| Racing Santander | Kantabrien          | Santander        | El Sardinero              | 22 222    |
| Sporting Gijón   | Asturien            | Gijón            | El Molinón                | 30 000    |
| Tenerife         | Kanarieöarna        | Santa Cruz       | Heliodoro Rodríguez López | 22 824    |
| Villarreal B     | Valencia            | Vila-real        | Mini Estadi               | 5 000     |
| Zaragoza         | Aragonien           | Zaragoza         | La Romareda               | 33 608    |